# Tell Hassuna
Koordinaten: 36° 10′ 0″ N, 43° 6′ 0″ O
Tell Hassuna (arabisch حسونة, DMG Ḥasūna) ist eine archäologische Grabungsstätte in Nordmesopotamien.

## Lage
Der Siedlungshügel (Tell) liegt etwa 20 Kilometer nordwestlich der nordirakischen Stadt Mosul. Die Ausgrabungen stammen aus der Zeit zwischen 5500 und 5000 v. Chr.

## Ausgrabung
Ein Gehöft in Tell Hassuna kann als Prototyp des landwirtschaftlichen Betriebes am Ende des Neolithikums gelten. Dieses Gehöft von Tell Hassuna bildet mit einer Gruppe ähnlicher Anlagen ein Dorf, das für die frühen bäuerlichen Siedlungen typisch sein dürfte. Die dort gefundene Keramik ist kennzeichnend und namensgebend für die gesamte Periode der Hassuna-Kultur.
Das Gehöft zeigt ein klares System von rechtwinklig sich kreuzenden Mauerzügen. Kern der Anlage ist ein rechteckiges Langhaus. Mit dem Zugang auf der Langseite folgt es dem Prinzip der Quer-Erschließung. Der Hauptraum geht durch die ganze Hausbreite, vier kleinere Räume liegen paarweise zu beiden Seiten. Dem Haupthaus ist im rechten Winkel ein Seitenflügel angebaut, vermutlich als Stall und Gerätehaus. Beide Hausflügel haben ein senkrechtes Mauerwerk im Erdgeschoss-Höhe.